# Колташи
Колташи — деревня в Режевском городском округе Свердловской области России.

## География
Деревня Колташи расположена в 31 километре (по автодороге — в 38 километрах) к западу от города Режа, на левом берегу реки Реж. В окрестностях деревни, в 4,5 километрах ниже по реке, расположено Верхнережевское водохранилище, к югу расположена береговая скала Ёжик. Колташи соединены с соседним селом Черемисским, через которое проходит автодорога Реж — Невьянск.
Колташи являются самым западным населённым пунктом Режевского городского округа и соответствующего ему Режевского района, а также всего Восточного управленческого округа в составе Свердловской области.

## Топонимика
Есть версия, что первый поселенец в этих местах был болтуном, и деревня получила такое название. Такое толкование можно объяснить ссылаясь на Словарь русских фамилий происхождение фамилии Колташов связывается со словом «колтать». А  в русских говорах колтать — «много говорить, болтать» .

## История
С середины XVIII века и до 1920-х годов был развит промысел по добыче самоцветных камней. В конце XIX века здесь добывались сапфиры, рубины и алмазы. Деревня является родиной уральского горщика Д.К. Зверева (1858–1938), который участвовал в изготовлении методом флорентийской мозаики знаменитой карты Франции, подаренной Николаем II Французской республике перед Первой мировой войной. Он был также знаком с писателем Павлом Бажовым (1879–1950), который сделал его прообразом знаменитого Данилы-Мастера в сказах о Хозяйке Медной горы.

## Сплав
Традиционное место начала сплава по реке Реж.

## Население
| 2002 | 2010 | 2021 |
| ---- | ---- | ---- |
| 112  | ↗135 | ↗172 |